# Шави
Шавијер Ернандез Кревс (кат. Xavier Hernández i Creus; Тераса, 25. јануар 1980), познатији под надимком Шави (кат. Xavi), бивши је шпански фудбалер, а садашњи фудбалски тренер каталанскога порекла. Тренутно је без ангажмана.

## Каријера
Шави је поникао у Барселониној школи фудбала и прошао је кроз све селекције ове екипе. Пре него што је стигао до првог тима наступао је и за Барселону Б, са којом је успео да избори пласман у Другу лигу.
У првом тиму је дебитовао 18. августа 1998. у финалу Суперкупа Шпаније против Мајорке, у којем је био стрелац. Пошто је тада ретко добијао прилику у првом тиму, упоредо је наступао и а Барселону Б. У Примери је дебитовао 3. октобра 1998. против Валенсије. Тадашњи тренер Луј ван Гал га је за стално прикључио првој екипи у сезони 1999/00. након повреде Пепа Гвардиоле.
Од сезоне 2004/05. постављен је за заменика капитена Барселоне. Током сезоне 2005/06. доживео је тежу повреду када је на тренингу покидао лигаменте колена. Због те повреде је одсуствовао са терена пуних пет месеци, а на терен се вратио тек у априлу. Барселона је те сезоне освојила Лигу шампиона, а Шави је у финалу био међу резервама и није добио прилику да уђе у игру.
Овај успех Барселона је поновила и у сезони 2008/09. када су у финалу савладали Манчестер јунајтед 2-0. Овога пута је Шави био у стартној постави и асистирао је Месију приликом постизања другог гола. Са Барселоном је 9. јуна 2010. потписао нови четворогодишњи уговор који према једној од клаузула може бити аутоматски продужен до 30. јуна 2016. Шави је на првенственој утакмици са Левантеом 2. јануара 2011. одиграо свој 549. меч за Барселону у свим такмичењима, чиме је изједначио рекорд који је до тада држао Мигуели. Већ у следећој утакмици је Шави надмашио тај рекорд чиме је постао играч са највише одиграних утакмица у дресу Барселоне.

## Репрезентација
Шави је прошао све млађе категорије репрезентације Шпаније. Са репрезентацијом до 20 година освојио је Светско првенство 2000. Исте године је играо и за олимпијску селекцију своје земље која је на Летњим олимпијским играма у Сиднеју стигла до финала у којем је поражена од Камеруна.
За сениорску репрезентацију је дебитовао 15. новембра 2000. против Холандије (1-2). Прво велико такмичење на којем је играо за репрезентацију је било Светско првенство 2002. у Јапану и Јужној Кореји. Прву утакмицу против Словеније је преседео на клупи, док је у другој утакмици са репрезентацијом Парагваја у игру ушао у 85. минуту уместо Валерона. У последњем мечу групне фазе против Јужне Африке на терену је провео свих 90 минута. У осмини финала против Републике Ирске није играо, док је у четвртфиналу против Јужне Кореје у игру ушао уместо Ивана Елгере у трећем минуту првог продужетка. Шпанија је у тој утакмици елиминисана након извођења једанаестераца, а Шави је био један од реализатора у тој пенал серији.
Шави је био и на списку репрезентативаца за Европско првенство 2004. у Португалу. Шпанија није успела да прође групну фазу, а Шави није наступио ни на једној од три утакмице које је његова репрезентација одиграла на том првенству. На Светском првенству 2006. у Немачкој, Шави је у прве две утакмице групне фазе против Украјине и Туниса провео сваки минут на терену. У последњој утакмици групне фазе, против Саудијске Арабије у игру је ушао уместо Сеска Фабрегаса у 66. минуту. Шпанија је на овом такмичењу елиминисана од Француске (1:3) у осмини финала. Шави је био стартер на тој утакмици али је напустио игру у 72. минуту а уместо њега је ушао Маркос Сена.
На Европском првенству 2008. у Аустрији и Швајцарској Шави је био стартер у прве две утакмице такмичења по групама. У првој утакмици против Русије (4-1) играо је свих 90 минута, док је у другој утакмици против Шведске (2-1) напустио игру у 59. минуту заједно са Инијестом а уместо њих су тад ушли у игру Сеск Фабрегас и Санти Казорла. У последњој утакмици против Грчке (2-1) није играо, јер је Шпанија већ обезбедила пролаз па је селектор Луис Арагонес одмарао своје стандардне играче. У четвртфиналу Шпанија је избацила Италију након бољег извођења једанаестераца, а Шави је тада био на терену до 60. минута када га је заменио Сеск Фабрегас. У полуфиналу је савладана Русија (3-0) а Шави је био стрелац првог гола у 50. минуту. У 60. минуту га је заменио Шаби Алонсо. У финалу су Шпанци били бољи од Немачке (1-0) голом Тореса. Шави је провео на терену сваки минут овог финала.
На Светском првенству 2010. у Јужној Африци, Шави је био стартер на свим утакмицама. У утакмицама групне фазе против Швајцарске (0-1) и Чилеа (2-1) је провео на терену сваки минут, док га је против Хондураса (2-0) у 66. минуту заменио Фабрегас. Шпанија је у осмини финала савладала Португал са 1-0 а затим истим резултатом су били бољи од Парагваја и Немачке у четвртини односно полуфиналу. На свакој од тих утакмица Шави је одиграо по 90 минута. У финалу су добили Холандију такође са 1-0 али након продужетака. У финалу је Шави на терену провео свих 120 минута.
У Квалификацијама за Европско првенство 2012. 25. марта 2011. против Чешке (2-1) Шави је одиграо свој стоти меч у дресу репрезентације.

## Трофеји

### Барселона
| Међународна |                                     |    |                                                                         |
|             | УЕФА Лига шампиона                  | 4x | 2005–06, 2008–09, 2010–11, 2014–15.                                     |
|             | УЕФА суперкуп                       | 2x | 2009, 2011.                                                             |
|             | Светско клупско првенство у фудбалу | 2x | 2009, 2011.                                                             |
| Домаћа      |                                     |    |                                                                         |
|             | Ла лига                             | 8x | 1998–99, 2004–05, 2005–06, 2008–09, 2009–10, 2010–11, 2012–13, 2014–15. |
|             | Куп Шпаније                         | 3x | 2008–09, 2011–12, 2014–15.                                              |
|             | Суперкуп Шпаније                    | 6x | 2005, 2006, 2009, 2010, 2011, 2013.                                     |

### Шпанија
- Светско првенство до 20. година (1): 2000.
- Летње олимпијске игре (злато): 2000.
- Европско првенство (2): 2008. и 2012.
- Куп конфедерација (треће место): 2009.
- Светско првенство (1): 2010.